# Caraipa multinervia
Caraipa multinervia är en tvåhjärtbladig växtart som beskrevs av K. Kubitzki. Caraipa multinervia ingår i släktet Caraipa och familjen Calophyllaceae. Inga underarter finns listade i Catalogue of Life.